# Lân Lạc

Vị trí tại Bình Đông

Lân Lạc (tiếng Trung: 麟洛鄉; bính âm: Línluò Xiāng) là một hương (xã) của huyện Bình Đông, tỉnh Đài Loan, Trung Hoa Dân Quốc (Đài Loan). Hương có địa hình bằng phẳng và thành phần cư dân chủ yếu là người Khách Gia. Tổng diện tích của Lân Lạc đạt 16,2600 km², dân số vào tháng 8 năm 2011 là 11.423 người thuộc 3.601 hộ gia đình, mật độ cư trú đạt 702,5 người/km².